# Iga Wyrwal
Iga Wyrwal (Kalisz, 20 febbraio 1989) è una modella e attrice polacca, conosciuta anche come Eva o Eve Wyrwal.
Posa per i servizi fotografici nelle isole britanniche e negli USA.

## Biografia
Nel 2006 Iga Wyrwał si è trasferita da sua madre in Gran Bretagna. Dopo aver realizzato il suo portfolio ha ricevuto la prima proposta di servizio fotografico; ha posato per il tabloid Daily Star (come "Page 3 Girl") nonché per le riviste Playboy (nell'edizione americana nel ciclo "Sexy girls next door"), Nuts e Front. È apparsa anche sulle pagine dei siti MET ART e Busty Brits. Si è classificata al primo posto nella classifica delle "100 Sexiest Topless Babes 2008" del magazine Nuts.
Ha partecipato allo show comico trasmesso dal canale televisivo britannico Channel 4, The Kevin Bishop Show. Nel luglio 2008 e nel giugno 2009 è comparsa sulla copertina del mensile polacco CKM. Nel 2009 ha recitato in un ruolo minore nel film horror Dread, per la regia di Anthony DiBlasi. Nell'agosto 2009 Iga è stata scelta come volto per la promozione di un nuovo gioco della serie "Need for Speed: Shift". Si è esibita anche nella decima edizione del programma Taniec z gwiazdami (Ballando con le stelle). Il suo partner è stato Łukasz Czarnecki, venendo eliminata dal programma il 20 settembre 2009.